# زبان نیاهندوآریایی
زبان نیاهندوآریایی (انگلیسی: Proto-Indo-Aryan language) نیازبان بازسازی شده هندوآریایی است. این زبان، زبان بازسازی شده مردم نیاهندوآریایی است که شاخه‌ای از زبان‌های نیاهندوایرانی و به تبع آن نیاهندواروپایی است. این زبان مشخصات یک زبان ستم را داراست.

## تاریخ
نیاهندوآریایی به معنی گذشته هندوآریایی باستان است که به‌طور مستقیم با عنوان سانسکریت ودایی و سانسکریت تایید شده‌است. سانسکریت ودایی و زبان نیاهندوآریایی بسیار به هم نزدیک بوده‌اند.